# 百丈跳 (變形金剛)
百丈跳（Springer）在變形金剛2010中登場的角色之一。
百丈跳擁有兩種變成模式一種未來式概念房車、二種直升機。
百丈跳是位妙語如珠，才智出眾的冒險者。擁有強健的體魄和隨和個性的博派戰士，個性也相當樂觀幽默。

## 變形金剛：墮落者的復仇
僅知百丈跳在本作中以博派的成員登場，在本片中掃描掃描V-22 Osprey魚鷹式傾斜旋翼機。